# Справжня наречена
«Справжня наречена» або «Справжня кохана» — німецька казка, зібрана братами Грімм у «Казках Грімм» як розповідь 186.
Він поєднує в собі два типи Арне-Томпсона: 510, переслідувану героїню, і 884, покинуту наречену. Інші до першого типу включають Попелюшку, Гостру сіру вівцю, Золоту туфельку, Історія Тема і Кема, Рашен Коуті, Дивовижну березу, Біляву, Каштанову та Бентежну та Кеті Дерев'яний Плащ. Інші твори другого типу становлять «Дванадцятеро мисливців», «Діти двох кольорів» і «Коханий Роланд».

## Конспект
Красиву молоду дівчину змусила тяжко працювати її зла мачуха. Одного разу мачуха наказала їй нарвати до ночі дванадцять фунтів пір'я і пообіцяла побої, якщо вона не впорається. Дівчинка заплакала. Питала старенька про свої біди; сказала вона їм, а стара пообіцяла, що все буде добре, і сказала їй лягти. Дівчина спала, а стара пір'я колупала.
Наступного дня мачуха поставила її ложкою спустошувати ставок. Старенька спала в гущавині і доторкнулася ложкою до ставку, від чого той перетворився на пару.
На третій день мачуха наказала їй збудувати замок у скелястій долині. Стара жінка спала в тіні і пересунула скелі, щоб утворити замок. Мачуха оглянула кожну п'ядь, обіцяючи побої, якщо не все буде так, як треба; вона пішла перевірити, чи підвал заповнений, і двері підвалу впали на неї, убивши її.
Дівчина жила в замку одна. Вона була наповнена багатствами, і поширювалися історії про її красу та багатство. До неї приходило багато сватань. Нарешті син короля завоював її серце. Пішов за згодою батька. Вона поцілувала його, сказала, щоб ніхто не цілував його в цю щоку, і сіла під липою чекати на нього. На четвертий день, коли він не повернувся, вона зібрала три сукні, вишиті сонцями, місяцями та зірками, і пішла його шукати. Вона не змогла знайти його, кого б не просила, і нарешті влаштувалася пастушкою і закопала свої коштовності та сукні під камінь. Вона полюбила маленьке теля і заспівала йому про те, що її покинули.
Через кілька років вона почула, що царська дочка має вийти заміж, і побачила, що наречений її князь. Вона співала своєму теляті, коли князь проїжджав повз, і він дивився на неї, але не запам'ятав її. Коли влаштовувалися триденні гуляння на честь весілля, вона одягалася в свою сукню з сонечками і йшла на перший бал. Вона так зачарувала принца, що він забув свою нову наречену. Другої ночі вона одягла сукню з місяцями і знову зачарувала його; їй довелося пообіцяти прийти третьої ночі, щоб втекти. На третій вечір вона одягла сукню з зірками, і коли вона поцілувала його, він згадав її. Вони повернулися в її замок і там одружилися.

## Перекази
- Телевізійний епізод «Справжня наречена» оповідача Джима Генсона, у якому стару жінку замінив Білий Лев, мачуху — троль, а доньку короля — донька троля.